# St. Lawrence Jewry
St Lawrence Jewry es una parroquia de la Iglesia de Inglaterra en Gresham Street, Londres, cerca de Guildhall.

## Historia
La iglesia fue construida originalmente en el siglo XII y dedicada a la San Lorenzo ("el instrumento de su martirio, la parrilla, todavía se puede ver en veleta de la iglesia actual.) La iglesia está cerca de la antigua judería medieval (gueto judío), el cual estaba centrado alrededor de la calle llamada Old Jewry (judería antigua).
La iglesia fue destruida en el Gran Incendio de Londres y reconstruida por Christopher Wren entre 1670 y 1687. Sufriò gran daño durante el Blitz el 29 de diciembre de 1940, pero los bombardeos también destruyeron los edificios alrededor de la iglesia que ofrecían a los transeúntes una visión más amplia de la misma. Fue restaurada en 1957 por Cecil Brown de acuerdo al diseño original de Wren. Ya no es un iglesia parroquial, sino una iglesia gremial. Es la iglesia oficial de la Corporación de la Ciudad de Londres.
Sir Thomas More predicó en la antigua iglesia. La iglesia fue el lugar de entierro del comerciante Francisco Levett, así como el sitio de la boda de su sobrina Ana Levett, hija de William Levett, Decano de Bristol y exdirector de Magdalen Hall, Oxford (el Hertford College actual).
La iglesia fue descrita por Sir John Betjeman como "muy municipal, muy espléndida." Fue desgnad como un monumento protegido grado 1 el 4 de enero de 1950.

## Vicarios (lista incompleta)
- 1566-1570 William Palmer[10]
- 1578-81 Samuel Perkins[11]
- 1650-1656 Richard Vines fue ministro[12]
- 1661-1662 Seth Ward[13]
- 1662-1668 John Wilkins[14]
- 1668-1683 Benjamin Whichcote[15]
- 1686-1721 John Mapletoft[16]
- 1898-1920 James Stephen Barrass[17]

## Referencia y notas
1. ↑  "London:the City Churches” Pevsner,N/Bradley,S New Haven, Yale, 1998 ISBN 0-300-09655-0
2. ↑  "The London Encyclopaedia" Hibbert, C ; Weinreb, D; Keay, J: London, Pan Macmillan, 1983 (rev 1993,2008) ISBN 978-1-4050-4924-5
3. ↑  "The Visitors Guide to the City of London Churches" Tucker,T: London, Friends of the City Churches, 2006 ISBN 0-9553945-0-3
4. ↑  Mentioned in Pepys's Diary "Samuel Pepys-The Shorter Pepys" Latham,R (Ed) pp 484: Harmondsworth,1985 ISBN 0-14-009418-0
5. ↑  "The Old Churches of London" Cobb,G: London,Batsford,1942
6. ↑  «St Lawrence Jewry». London Taxi Tour. Archivado desde el original el 12 de mayo de 2008. Consultado el 11 de abril de 2009.
7. ↑  Publications of the Harleian Society, Vol. XXVI, London, 1887
8. ↑  "The City of London Churches" Betjeman, J, Andover, Pikin, 1967 ISBN 0-85372-112-2
9. ↑   IoE 199500
10. ↑  Palmer, Stephen in Venn, J. & J. A., Alumni Cantabrigienses, Cambridge University Press, 10 vols, 1922–1958
11. ↑  Parkens, Samuel in Venn, J. & J. A., Alumni Cantabrigienses, Cambridge University Press, 10 vols, 1922–1958.
12. ↑  Vines, Richard in Venn, J. & J. A., Alumni Cantabrigienses, Cambridge University Press, 10 vols, 1922–1958.
13. ↑  Ward, Seth in Venn, J. & J. A., Alumni Cantabrigienses, Cambridge University Press, 10 vols, 1922–1958.
14. ↑  Wilkins, John in Venn, J. & J. A., Alumni Cantabrigienses, Cambridge University Press, 10 vols, 1922–1958.
15. ↑  Whichcote, Benjamin in Venn, J. & J. A., Alumni Cantabrigienses, Cambridge University Press, 10 vols, 1922–1958.
16. ↑  Mapletoft, John in Venn, J. & J. A., Alumni Cantabrigienses, Cambridge University Press, 10 vols, 1922–1958.
17. ↑  Barrass, James Stephen in Venn, J. & J. A., Alumni Cantabrigienses, Cambridge University Press, 10 vols, 1922–1958.

Bibliografía